# ミゲル・ゴンザレス (1984年生の投手)
ミゲル・アンヘル・ゴンサレス・マルティン（Miguel Ángel González Martín, 1984年5月27日 - ）は、メキシコ合衆国ハリスコ州グアダラハラ出身のプロ野球選手（投手）。右投右打。現在は、フリーエージェント（FA）。
愛称はエル・ハリスシエンセ（El Jalisciense）。

## 経歴

### プロ入りとマイナー時代
2004年にアナハイム・エンゼルスに入団。
2008年にルール・ファイブ・ドラフトでボストン・レッドソックスに移籍した。しかし、2008年は膝の手術、2009年はトミー・ジョン手術でそれぞれ全休している。

### オリオールズ時代
2012年3月にボルチモア・オリオールズとマイナー契約を結んだ。5月29日のトロント・ブルージェイズ戦でメジャーデビュー。7月6日のエンゼルス戦で初先発し、メジャー初勝利を挙げた。後半戦は先発に定着して9勝を挙げ、オリオールズの15年ぶりのポストシーズン進出に貢献した。
2013年は、5月に指にまめが出来て故障者リスト入りしたが、それ以外の期間は先発ローテーションに定着。特に前半戦は16試合中12試合でQSを決める安定感を見せ、規定投球回に到達して自身初の二桁勝利（11勝）を挙げた。
2014年3月11日にオリオールズと1年契約に合意した。この年は、ウバルド・ヒメネスが復帰する際に好調を維持しながらマイナー降格という不運にも見舞われ、2年連続の規定投球回到達はならなかったが、前年から防御率を改善させ、2年連続で二桁勝利を記録した。同年は、特にケイレブ・ジョゼフとバッテリーを組んだ時に好投し、15試合で防御率2.74という成績だった。
2015年は26試合全てに先発登板したが、投球イニングが2年連続で減少したほか、防御率は自身初の4.00台（4.91）、9勝12敗と負け越し、メジャーデビュー後ではワーストのシーズンを送った。
2016年1月17日にオリオールズと1年契約に合意したが、3月31日に自由契約となった。

### ホワイトソックス時代
2016年4月3日にシカゴ・ホワイトソックスとマイナー契約を結んだ。4月25日にメジャー契約を結んでアクティブ・ロースター入りした。ホワイトソックスでは先発ローテーションの一角に入る。24試合に登板したが、5勝8敗と2年連続で負け越した。特に、3シーズン連続24本以上あった被本塁打を、半減以下の11本まで抑えた。
2017年2月8日に第4回ワールド・ベースボール・クラシックのメキシコ代表に選出された。

### レンジャーズ時代
2017年8月31日にティクアン・フォーブスとのトレードで、テキサス・レンジャーズへ移籍した。この年は2球団合算で27試合に先発したが、8勝13敗・防御率4.62と前年から再び調子を落とした。オフの11月2日にFAとなった。

### ホワイトソックス復帰
2018年1月11日にホワイトソックスと1年475万ドルで契約を結んだ。シーズンではいずれも4月に先発登板した3試合で4失点以上を喫して敗戦投手となり、12.41と散々だった。その後は右肩を痛めて故障者リスト入りし、7月には回旋筋腱板の手術を受けた。オフの10月29日にFAとなった。

## 投球スタイル
オーバースローから、最速球速94.9mph（約153km/h）・平均91mph（約146km/h）の2種類の速球 (フォーシーム・ツーシーム) を中心に、平均85mph（約137km/h）のスライダー、平均84mph（約135km/h）のスプリッター、平均77mph（約124km/h）カーブを投げる。メジャー通算の対右被OPSは.724、対左被OPSは.736と左右を苦にしないのも特徴の1つである。

## 詳細情報

### 年度別投手成績
| 年 度    | 球 団    | 登 板 | 先 発 | 完 投 | 完 封 | 無 四 球 | 勝 利 | 敗 戦 | セ 丨 ブ | ホ 丨 ル ド | 勝 率 | 打 者 | 投 球 回 | 被 安 打 | 被 本 塁 打 | 与 四 球 | 敬 遠 | 与 死 球 | 奪 三 振 | 暴 投 | ボ 丨 ク | 失 点 | 自 責 点 | 防 御 率 | W H I P |
| -------- | -------- | ----- | ----- | ----- | ----- | -------- | ----- | ----- | -------- | ----------- | ----- | ----- | -------- | -------- | ----------- | -------- | ----- | -------- | -------- | ----- | -------- | ----- | -------- | -------- | ------- |
| 2012     | BAL      | 18    | 15    | 0     | 0     | 0        | 9     | 4     | 0        | 0           | .692  | 434   | 105.1    | 92       | 13          | 35       | 2     | 5        | 77       | 3     | 2        | 38    | 38       | 3.25     | 1.21    |
| 2013     | BAL      | 30    | 28    | 1     | 0     | 0        | 11    | 8     | 0        | 0           | .579  | 712   | 171.1    | 157      | 24          | 53       | 3     | 3        | 120      | 4     | 0        | 81    | 72       | 3.78     | 1.23    |
| 2014     | BAL      | 27    | 26    | 1     | 1     | 0        | 10    | 9     | 0        | 0           | .526  | 671   | 159.0    | 155      | 25          | 51       | 1     | 8        | 111      | 4     | 1        | 61    | 57       | 3.23     | 1.30    |
| 2015     | BAL      | 26    | 26    | 0     | 0     | 0        | 9     | 12    | 0        | 0           | .429  | 622   | 144.2    | 151      | 24          | 51       | 2     | 8        | 109      | 4     | 0        | 81    | 79       | 4.91     | 1.40    |
| 2016     | CWS      | 24    | 23    | 0     | 0     | 0        | 5     | 8     | 0        | 0           | .385  | 566   | 135.0    | 132      | 11          | 36       | 1     | 6        | 95       | 3     | 0        | 61    | 56       | 3.73     | 1.24    |
| 2017     | CWS      | 22    | 22    | 0     | 0     | 0        | 7     | 10    | 0        | 0           | .412  | 588   | 133.2    | 145      | 16          | 47       | 2     | 4        | 85       | 1     | 0        | 72    | 64       | 4.31     | 1.44    |
| 2017     | TEX      | 5     | 5     | 0     | 0     | 0        | 1     | 3     | 0        | 0           | .250  | 96    | 22.1     | 22       | 6           | 8        | 0     | 2        | 15       | 0     | 0        | 16    | 16       | 6.45     | 1.34    |
| '17計    | TEX      | 27    | 27    | 0     | 0     | 0        | 8     | 13    | 0        | 0           | .381  | 684   | 156.0    | 167      | 22          | 55       | 2     | 6        | 100      | 1     | 0        | 88    | 80       | 4.62     | 1.42    |
| 2018     | CWS      | 3     | 3     | 0     | 0     | 0        | 0     | 3     | 0        | 0           | .000  | 66    | 12.1     | 24       | 4           | 6        | 0     | 0        | 5        | 1     | 0        | 18    | 17       | 12.41    | 2.43    |
| MLB：7年 | MLB：7年 | 155   | 148   | 1     | 1     | 0        | 52    | 57    | 0        | 0           | .477  | 3755  | 883.2    | 878      | 123         | 286      | 11    | 36       | 617      | 20    | 3        | 428   | 399      | 4.06     | 1.32    |

- 2019年度シーズン終了時

### 背番号
- 50（2012年 - 2015年）
- 58（2016年 - 2017年8月30日、2018年）
- 36（2017年9月6日 - 同年終了）

### 代表歴
- 2017 ワールド・ベースボール・クラシック・メキシコ代表